# افشاگری (فیلم ۱۹۹۴)
افشاگری (انگلیسی: Disclosure) فیلمی در ژانر درام، تریلر به کارگردانی بری لوینسون است که در سال ۱۹۹۴ منتشر شد.
دربارهٔ یک متخصص کامپیوتر است که به آزار و اذیت معشوقه خود به زور می‌پردازد، که این امر زندگی حرفه ای و زندگی شخصی او را تهدید می‌کند.

## بازیگران
- مایکل داگلاس
- دمی مور
- دونالد ساترلند
- کارولین گودال
- روما مافیا
- دیلن بیکر
- رزمری فورسایت
- ترور اینهورن
- فارا فورک